# Incendi della California
La California d'estate ha un clima particolarmente caldo e secco, che spesso provoca vasti incendi, che sono spesso aggravati da forti venti secchi, conosciuti come Diablo nella parte settentrionale e dai venti di Santa Ana a sud.
Questi incendi, che si propagano principalmente nelle foreste e nelle riserve, possono provocare decine di morti durando anche diversi mesi e arrivando a minacciare i centri abitati più vicini.
Le contee californiane più colpite risultano essere Orange, Riverside, San Bernardino e Los Angeles.

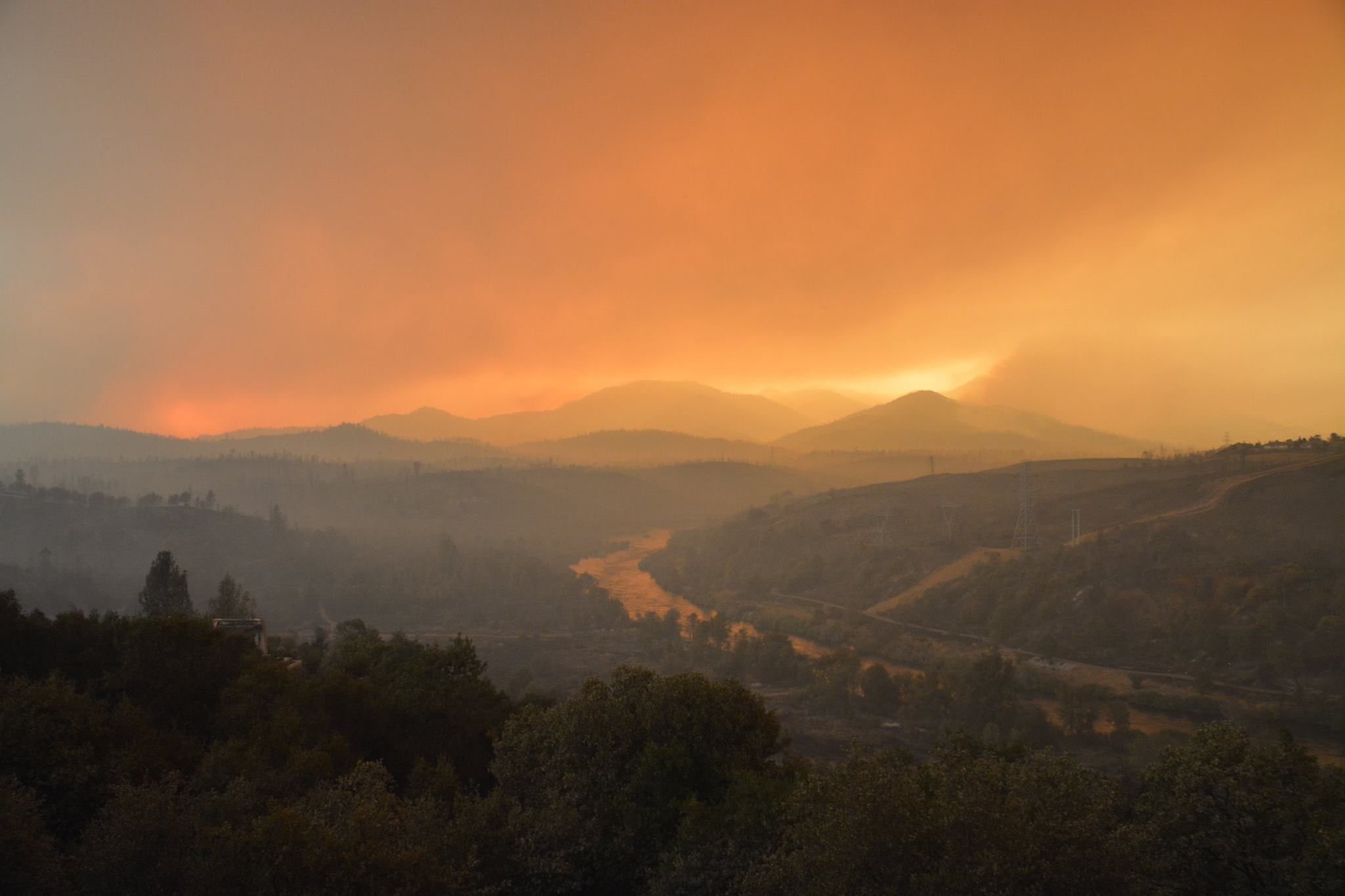
L'incendio Carr nel 2018

Le cause sono normalmente imputabili a malfunzionamenti tecnici o temporali, tuttavia non mancano segni di dolo in diverse occasioni, che addizionati al clima arido estivo californiano possono risultare in vasti e pericolosi incendi.
Attualmente l'incendio più letale è stato il Tubbs, nel 2017 (43 morti), mentre il Rush, nel 2012, è stato il più esteso (1 280 Km²).
Gli incendi vengono spenti dai pompieri del CAL Fire (California Department of Forestry and Fire Protection) che sono spesso affiancati dai colleghi provenienti da altri stati americani.
Normalmente gli incendi rimangono nel territorio della California, tuttavia il Rush, nel 2012, è arrivato nella contea di Washoe, nello stato del Nevada.

## Incendi prima del 2000
| Nome               | Contee                     | Km²         | Inizio            | Fine              | Morti       | Strutture   |
| ------------------ | -------------------------- | ----------- | ----------------- | ----------------- | ----------- | ----------- |
| Santiago Canyon    | Orange Riverside San Diego | 1.255       | 24 settembre 1889 | 30 settembre 1889 | Sconosciuto | Sconosciuto |
| Berkeley           | Alameda                    | Sconosciuto | Settembre 1923    | Settembre 1923    | Sconosciuto | Sconosciuto |
| Matilija           | Ventura                    | 890         | Settembre 1932    | Settembre 1932    | 0           | 0           |
| Griffith Park      | Los Angeles                | 0,2         | 3 ottobre 1933    | 3 ottobre 1933    | 29          | 0           |
| Rattlesnake        | Glenn Mendocino            | 5           | 9 luglio 1953     | 11 luglio 1953    | 15          | 0           |
| Bel Air            | Los Angeles                | 68          | 5 novembre 1961   | 8 novembre 1961   | 0           | 484         |
| Laguna             | San Diego                  | 710         | 22 settembre 1970 | 4 novembre 1970   | 5           | 382         |
| Marble Cone        | Monterey                   | 720         | Agosto 1977       | Agosto 1977       | 0           | 0           |
| Stanislaus Complex | Tuolumne                   | 590         | Agosto 1987       | Agosto 1987       | 1           | 28          |
| Painted Cave       | Santa Barbara              | 20          | 27 giugno 1990    | 2 luglio 1990     | 1           | 427         |
| Campbell Complex   | Tehama                     | 509         | Agosto 1990       | Agosto 1990       | 0           | 27          |
| Oakland Firestorm  | Alameda                    | 6           | 19 ottobre 1991   | 20 ottobre 1991   | 25          | 3.280       |
| Mount Vision       | Marin                      | 50          | 3 ottobre 1995    | 16 ottobre 1995   | 0           | 45          |
| Big Bar Complex    | Trinity                    | 566         | Agosto 1999       | Agosto 1999       | 0           | 0           |

## Incendi del 2000

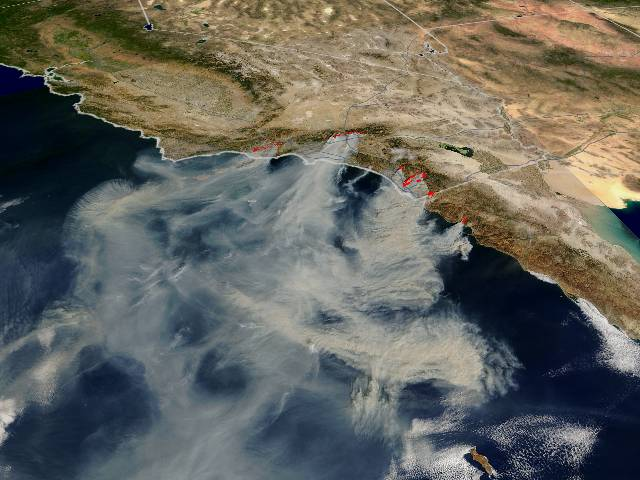
Immagine satellitare dell'incendio Cedar nel 2003

| Nome                    | Contee              | Km²   | Inizio            | Fine              | Morti       | Strutture |
| ----------------------- | ------------------- | ----- | ----------------- | ----------------- | ----------- | --------- |
| McNally                 | Tulare              | 610   | 21 luglio 2002    | 29 agosto 2002    | Sconosciuto | 17        |
| Old                     | San Bernardino      | 369   | 21 ottobre 2003   | 2 novembre 2003   | 6           | 975       |
| Cedar                   | San Diego           | 1.106 | 25 ottobre 2003   | 5 dicembre 2003   | 15          | 2.820     |
| Rumsey                  | Yolo                | 158   | 10 ottobre 2004   | 16 ottobre 2004   | 0           | 5         |
| Simi                    | Ventura             | 438   | 25 ottobre 2005   | 5 novembre 2005   | 0           | 315       |
| Topanga                 | Los Angeles         | 97    | 28 settembre 2005 | 6 ottobre 2005    | 0           | 0         |
| Day                     | Ventura             | 658   | 4 settembre 2006  | 13 ottobre 2006   | 0           | 11        |
| Esperanza               | Riverside           | 166   | 26 ottobre 2006   | 1 novembre 2006   | 5           | 54        |
| Island                  | Los Angeles         | 19    | 10 maggio 2007    | 15 maggio 2007    | 0           | 6         |
| Zaca                    | Santa Barbara       | 972   | 4 luglio 2007     | 29 ottobre 2007   | 0           | 1         |
| Witch                   | San Diego           | 1.003 | 21 ottobre 2007   | 13 novembre 2007  | 2           | 1852      |
| Harris                  | San Diego           | 366   | 21 ottobre 2007   | 5 novembre 2007   | 8           | 548       |
| Santiago                | Orange              | 115   | 21 ottobre 2007   | 9 novembre 2007   | 0           | 17        |
| Corral                  | Los Angeles         | 20    | 24 novembre 2007  | 27 novembre 2007  | 0           | 86        |
| Indians                 | Monterey            | 329   | 8 giugno 2008     | 10 luglio 2008    | 0           | 0         |
| Basin Complex           | Monterey            | 659   | 21 giugno 2008    | 27 luglio 2008    | 0           | 0         |
| Klamath Theater Complex | Siskiyou Del Norte  | 777   | 21 giugno 2008    | 30 settembre 2008 | 2           | 0         |
| Sesnon                  | Los Angeles Ventura | 60    | 13 ottobre 2008   | 18 ottobre 2008   | 0           | 78        |
| Jesusita                | Santa Barbara       | 35    | 5 maggio 2009     | 18 maggio 2009    | 0           | 160       |
| La Brea                 | Santa Barbara       | 362   | 8 agosto 2009     | 22 agosto 2009    | 0           | 2         |
| Lockheed                | Santa Cruz          | 31    | 12 agosto 2009    | 23 agosto 2009    | 0           | 13        |
| Station                 | Los Angeles         | 650   | 26 agosto 2009    | 16 ottobre 2009   | 2           | 209       |
| Guiberson               | Ventura             | 71    | 22 settembre 2009 | 27 settembre 2009 | 0           | 1         |
| Rush                    | Lassen Washoe (NV)  | 1.280 | 12 agosto 2012    | 30 agosto 2012    | 0           | 1         |
| Springs                 | Ventura             | 98    | 2 maggio 2013     | 6 maggio 2013     | 0           | 15        |
| Powerhouse              | Los Angeles         | 122   | 30 maggio 2013    | 10 giugno 2013    | 0           | 53        |
| Mountain                | Riverside           | 111   | 15 luglio 2013    | 30 luglio 2013    | 0           | 23        |
| Silver                  | Riverside           | 82    | 7 agosto 2013     | 12 agosto 2013    | 0           | 48        |
| Rim                     | Tuolumne Mariposa   | 1.041 | 17 agosto 2013    | 4 novembre 2014   | 0           | 112       |
| Clover                  | Shasta              | 33    | 9 settembre 2013  | 15 settembre 2013 | 1           | 196       |
| Happy Camp Complex      | Siskiyou            | 543   | 12 agosto 2014    | 31 ottobre 2014   | 0           | 6         |
| King                    | El Dorado           | 395   | 13 settembre 2014 | 31 ottobre 2014   | 0           | 80        |
| Boles                   | Siskiyou            | 2     | 15 settembre 2014 | 20 settembre 2014 | 0           | 158       |
| Lake                    | San Bernardino      | 127   | 17 giugno 2015    | 21 luglio 2015    | 0           | 4         |
| North                   | San Bernardino      | 17    | 17 luglio 2015    | 21 luglio 2015    | 0           | 97        |
| Rocky                   | Lake                | 281   | 29 luglio 2015    | 14 agosto 2015    | 0           | 96        |
| Rough                   | Fresno              | 613   | 31 luglio 2015    | 5 novembre 2015   | 0           | 4         |
| Butte                   | Amador              | 287   | 9 settembre 2015  | 1 ottobre 2015    | 2           | 843       |
| Valley                  | Lake                | 308   | 12 settembre 2015 | 12 settembre 2015 | 4           | 1955      |
| Erskine                 | Kern                | 194   | 23 giugno 2016    | 11 luglio 2016    | 2           | 309       |
| Sand                    | Los Angeles         | 168   | 22 luglio 2016    | 3 agosto 2016     | 2           | 18        |
| Soberanes               | Monterey            | 534   | 22 luglio 2016    | 12 ottobre 2016   | 1           | 68        |
| Chimney                 | San Luis Obispo     | 188   | 13 agosto 2016    | 6 settembre 2016  | 0           | 70        |
| Clayton                 | Lake                | 16    | 13 agosto 2016    | 26 agosto 2016    | 0           | 300       |
| Blue Cut                | San Bernardino      | 149   | 16 agosto 2016    | 23 agosto 2016    | 0           | 318       |
| Loma                    | Santa Clara         | 18    | 26 settembre 2016 | 12 ottobre 2016   | 0           | 28        |
| Detwiler                | Mariposa            | 331   | 16 luglio 2017    | 24 agosto 2017    | 0           | 131       |
| Tubbs                   | Sonoma Napa         | 149   | 8 ottobre 2017    | 31 ottobre 2017   | 43          | 5.643     |
| Thomas                  | Ventura             | 1.140 | 4 dicembre 2017   | 12 gennaio 2018   | 23          | 1.063     |
| Lilac                   | San Diego           | 16    | 7 dicembre 2017   | 16 dicembre 2017  | 0           | 157       |